# Gigantactinidae
Gigantactinidae är en familj av fiskar som ingår i ordningen marulkartade fiskar (Lophiiformes). Enligt Catalogue of Life omfattar familjen Gigantactinidae 23 arter. 
Släkten enligt Catalogue of Life:
- Gigantactis, med 20 arter
- Rhynchactis, med tre arter